# Steve Vai
Steve Vai (født 6. juni 1960 i Carle Place, New York) er en amerikansk guitarist kendt for sin innovative stil. Han har bl.a. spillet i bandet Whitesnake samt som guitarist for Frank Zappa. Han har siden starten af 90'erne primært fokuseret på sin solokarriere, med albummet Passion & Warfare (1990) som det absolutte gennembrud (indeholdende bl.a. kæmpehittet "For the Love of God"). Af andre kendte numre kan nævnes "Crying Machine" (fra albummet Fire Garden) og "Tender Surrender" (fra albummet Alien Love Secrets), hvoraf sidstnævnte af flere betegnes som en af de bedste guitarsoloer i historien.[kilde mangler]
Han har desuden dannet G3 med guitaristen Joe Satriani. De to og en tredje guitarist (bl.a. Yngwie J. Malmsteen, John Petrucci og Eric Johnson) har siden slutningen af 90'erne været på en kontinuerlig verdensomspændende tour.

## Diskografi
- Inviolate, 2022
- Modern Primitive, 2016
- The Story of Light, 2012
- Where the other wild things are, 2010
- Where the wild things are, 2009
- Visual Sound Theories vol. 1 & 2, 2007
- Real Illusions: Reflections, 2005
- Alive in an Ultra World, 2003
- The Elusive Light and Sound, Vol.1, 2002
- The Infinite Steve Vai: An Anthology, 2001
- The 7th Song: Enchanting Guitar Melodies – Archive, 2000
- The Ultra Zone, 1999
- Flex-Able Leftovers, 1998
- Fire Garden, 1996
- Alien Love Secrets, 1995
- Sex & Religion, 1993
- Passion and Warfare, 1990
- Flex-Able, 1984

## DVD
- Where the wild things are (2 disc.), 2009
- Visual Sound Theories, 2007
- G3: Live in Tokyo, 2005 med Satriani og John Petrucci
- G3: Live in Denver, 2004 med Satriani og Yngwie Malmsteen
- Live at the Astoria London, 2003
- Alien Love Secrets, 2002
- G3: Live in concert, 2000 med Satriani og Eric Johnson